# سميرنا (ديلاوير)
سميرنا (بالإنجليزية: Smyrna, Delaware)‏ هي بلدة تقع في الولايات المتحدة في ديلاوير. يقدر عدد سكانها بـ 10,023 نسمة .

## التركيبة السكانية
حدّد مكتب تعداد الولايات المتحدة بيانات التركيبة السكانية لسميرنا في تعداد الولايات المتحدة. في ما يلي، التركيبة السكانية حسب تعدادي 2000 و2010.

### تعداد عام 2000
بلغ عدد سكان سميرنا 5,679 نسمة بحسب تعداد عام 2000، وبلغ عدد الأسر 2,114 أسرة وعدد العائلات 1,462 عائلة مقيمة في البلدة. في حين سجلت الكثافة السكانية 345.2 نسمة لكل كيلومتر مربع (894.1/ميل2). وبلغ عدد الوحدات السكنية 2,242 وحدة بمتوسط كثافة قدره 136.3 لكل كيلومتر مربع (353.0/ميل2).
وتوزع التركيب العرقي للبلدة بنسبة 72.88% من البيض و22.42% من الأمريكيين الأفارقة و0.51% من الأمريكيين الأصليين و0.56% من الأمريكيين ذوي الأصول الآسيوية و0.07% من سكان جزر المحيط الهادئ و1.44% من الأعراق الأخرى و2.11% من عرقين مختلطين أو أكثر و3.42% من الهسبانيون أو اللاتينيون من أي عرق.
بلغ عدد الأسر 2,114 أسرة كانت نسبة 40.8% منها لديها أطفال تحت سن الثامنة عشر تعيش معهم، وبلغت نسبة الأزواج القاطنين مع بعضهم البعض 45.9% من أصل المجموع الكلي للأسر، ونسبة 18.4% من الأسر كان لديها معيلات من الإناث دون وجود شريك، بينما كانت نسبة 4.8% من الأسر لديها معيلون من الذكور دون وجود شريكة وكانت نسبة 30.8% من غير العائلات. تألفت نسبة 24.9% من أصل جميع الأسر من عدة أفراد يعيشون في نفس المنزل ونسبة 10.4% كانت تتألف من شخص يعيش بمفرده يبلغ من العمر 65 عاماً أو أكثر. وبلغ متوسط حجم الأسرة المعيشية 2.56، أما متوسط حجم العائلات فبلغ 3.02.
بلغ العمر الوسطي للسكان 35.1 عاماً. وكانت نسبة 27.1% من القاطنين تحت سن الثامنة عشر، وكانت نسبة 8.7% بين الثامنة عشر والرابعة والعشرين عاماً، ونسبة 28.9% كانت واقعةً في الفئة العمرية ما بين الخامسة والعشرين والرابعة والأربعين عاماً، ونسبة 18.2% كانت ما بين الخامسة والأربعين والرابعة والستين، ونسبة 12.2% كانت ضمن فئة الخامسة والستين عاماً فما فوق. يوجد لكل 100 أنثى 86.3 ذكر، ويوجد لكل 100 أنثى في الثامنة عشر من عمرها فما فوق 81.3 ذكر.
بلغ متوسط دخل الأسرة في البلدة 36,212 دولارًا، أما متوسط دخل العائلة فبلغ 42,355 دولارًا. وكان متوسط دخل الذكور 32,500 دولارًا مقابل 22,135 دولارًا للإناث. وسجل دخل الفرد الخاص بالبلدة 17,443 دولارًا. وكانت نسبة 7.9% من العائلات ونسبة 10.5% من السكان تحت خط الفقر، وكان من هؤلاء نسبة 15.3% تحت سن الثامنة عشر ونسبة 6.2% في الخامسة والستين من العمر وما فوق.

### تعداد عام 2010
بلغ عدد سكان سميرنا 10,023 نسمة بحسب تعداد عام 2010، وبلغ عدد الأسر 3,696 أسرة وعدد العائلات 2,609 عائلة مقيمة في البلدة. في حين سجلت الكثافة السكانية 609.3 نسمة لكل كيلومتر مربع (1,578.1/ميل2). وبلغ عدد الوحدات السكنية 4,035 وحدة بمتوسط كثافة قدره 245.3 لكل كيلومتر مربع (635.3/ميل2).
وتوزع التركيب العرقي للبلدة بنسبة 63.09% من البيض و29.11% من الأمريكيين الأفارقة و0.32% من الأمريكيين الأصليين و1.53% من الأمريكيين ذوي الأصول الآسيوية و0.05% من سكان جزر المحيط الهادئ و2.12% من الأعراق الأخرى و3.78% من عرقين مختلطين أو أكثر و5.91% من الهسبانيون أو اللاتينيون من أي عرق.
بلغ عدد الأسر 3,696 أسرة كانت نسبة 40.5% منها لديها أطفال تحت سن الثامنة عشر تعيش معهم، وبلغت نسبة الأزواج القاطنين مع بعضهم البعض 46.9% من أصل المجموع الكلي للأسر، ونسبة 18.9% من الأسر كان لديها معيلات من الإناث دون وجود شريك، بينما كانت نسبة 4.8% من الأسر لديها معيلون من الذكور دون وجود شريكة وكانت نسبة 29.4% من غير العائلات. تألفت نسبة 23.3% من أصل جميع الأسر من عدة أفراد يعيشون في نفس المنزل ونسبة 7.8% كانت تتألف من شخص يعيش بمفرده يبلغ من العمر 65 عاماً أو أكثر. وبلغ متوسط حجم الأسرة المعيشية 2.66، أما متوسط حجم العائلات فبلغ 3.13.
بلغ العمر الوسطي للسكان 33.9 عاماً. وكانت نسبة 27.8% من القاطنين تحت سن الثامنة عشر، وكانت نسبة 8% بين الثامنة عشر والرابعة والعشرين عاماً، ونسبة 30.1% كانت واقعةً في الفئة العمرية ما بين الخامسة والعشرين والرابعة والأربعين عاماً، ونسبة 22.1% كانت ما بين الخامسة والأربعين والرابعة والستين، ونسبة 12% كانت ضمن فئة الخامسة والستين عاماً فما فوق. وتوزع التركيب الجنسي للسكان بنسبة 47.4% ذكور و52.6% إناث.

## أعلام
- تشاك ويكس
- جون كوك
- تينا بريت
- بارني سلوتر
- بيلي جليز
- جيمس وليامز
- ليو ماير
- جون فيشر
- توماس كولينز